# Hess Swisshybrid
Unter der Bezeichnung Swisshybrid bot das Schweizer Unternehmen Carrosserie Hess aus Bellach gemeinsam mit dem deutschen Elektronik-Hersteller Vossloh Kiepe zwischen 2010 und 2017 dieselelektrisch betriebene Niederflur-Gelenkbusse mit seriellem  Hybridantrieb an. Die Typbezeichnung der Fahrzeugserie ist BGH-N2C. Mit dem Swissdiesel (Dieselbus), dem Swisstrolley (Gelenktrolleybus), dem lighTram Trolley (Doppelgelenktrolleybus) und dem lighTram Hybrid (Doppelgelenkhybridbus) gehörte der Swisshybrid zur damaligen Produktpalette von Hess. Zur deutlichen Abgrenzung gegenüber den anderen Produkten und in Anlehnung an das Benennungsschema der Doppelgelenkbusse wird häufig auch die Schreibweise SwissHybrid verwendet, wobei die Antriebsart durch Grossschreibung hervorgehoben wird.

## Technik und Design
Im Swisshybrid kommt ein Sechszylinder-Dieselmotor vom Typ Iveco N60 ENT mit Ladeluftkühlung zum Einsatz, der 220 kW Leistung erbringt und über einen Hubraum von 5880 cm³ verfügt. Dieser Motor treibt einen 190-kW-Generator von Traktionssysteme Austria an. Über einen elektrischen Zwischenkreis, der auch mit einem Zwischenspeichersystem aus acht Hochleistungskondensatoren vom Typ Maxwell HTM 125 zur Bremsenergierückgewinnung verbunden ist, werden die Fahrmotoren an den hinteren zwei der drei Achsen angetrieben. Hier kommen zwei Drehstromasynchronmotoren mit einer jeweiligen Leistung von 120 kW zum Einsatz.
Beim Aufbau kommt das von Hess patentierte Baukastensystem CO-BOLT zum Einsatz, sodass die Wagen optisch identisch mit den anderen Omnibussen der aktuellen Produktpalette sind. Zur Beleuchtung des Innenraums kommt wartungsarme LED-Technik zum Einsatz. Wie beim Swisstrolley ist auch beim Hybridgelenkbus wahlweise eine drei- oder viertürige Variante wählbar.

## Einsatzbetriebe
Bisher wurden neben einem Vorführwagen insgesamt 30 Fahrzeuge an Betriebe in Deutschland geliefert:
| Unternehmen                      | Stadt      | Land | Stück | Baujahre  | Nummern     | Anmerkungen | Bild [ein/aus] |
| -------------------------------- | ---------- | ---- | ----- | --------- | ----------- | --- | -------------- |
| Rheinbahn                        | Düsseldorf | D    | 03    | 2010      | 8411–8413   | 2014 nach Hagen weiterverkauft (→ Nr. 802–804)                                                                  |                |
| Dortmunder Stadtwerke            | Dortmund   | D    | 02    | 2010      | 1820–1821   | |                |
| Verkehrsgesellschaft Ennepe-Ruhr | Ennepetal  | D    | 01    | 2010      | 365         | Ende 2020 ausgemustert                                                                                          |                |
| WSW mobil                        | Wuppertal  | D    | 01    | 2010      | 1059        | September 2020 ausgemustert, Mai 2021 reaktiviert                                                               |                |
| Hagener Straßenbahn AG           | Hagen      | D    | 02    | 2010–2011 | 800–804     | 802-804: 2014 ex Rheinbahn 8411 – 8413, alle bis Dezember 2022 ausgemustert                                     |                |
| Dresdner Verkehrsbetriebe        | Dresden    | D    | 06    | 2010–2011 | 461 001–006 | mittlerweile ausgemustert                                                                                       |                |
| Carrosserie Hess / VöV           | Bellach    | CH   | 01    | 2011      | wechselnd   | Vorführwagen, bei sieben Schweizer Betrieben im Einsatz                                                         |                |
| Leipziger Verkehrsbetriebe       | Leipzig    | D    | 10    | 2011      | 201–210     | 14038 im Oktober 2021 ausgemustert nach Unfall. Letzter Einsatz am 30. September 2022 Alle wurden verschrottet. | [ 3 ]          |
| Stadtverkehr Lübeck              | Lübeck     | D    | 05    | 2011      | 495–499     | 2019 ausgemustert, als Ersatzteilspender nach Hagen abgegeben                                                   |                |

In Kooperation mit dem Verband öffentlicher Verkehr kam der blau-grün beklebte Vorführwagen von Hess zwischen 2011 und 2012 bei sieben Schweizer Verkehrsunternehmen für Testfahrten zum Einsatz:
- Busbetrieb Solothurn und Umgebung (29. März 2011 bis 1. April 2011 und ab 1. März 2012)[4]
- PostAuto Schweiz (12. April 2011 bis 16. Mai 2011)[5]
- Stadtbus Winterthur (25. Mai 2011 bis 24. Juni 2011)[6]
- Transports publics genevois (5. Juli 2011 bis ??. September 2011)[7]
- Basler Verkehrsbetriebe (19. September 2011 bis 28. November 2011)[8]
- Verkehrsbetriebe STI (7. Dezember 2011 bis ??. Januar 2012)[9]
- Transports publics de la région lausannoise (18. Januar 2012 bis 16. Februar 2012)[10]

Seit Beendigung der VöV-Testeinsätze steht das Fahrzeug bei der Firma Hess zum Verkauf.